# Begravningsavgift
Il begravningsavgift (in italiano, letteralmente: "tassa funebre") è un tributo pagato in Svezia alla ex chiesa di Stato per garantire i servizi funebri ai cittadini.

## Descrizione

### Storia
La Chiesa di Svezia ha ricevuto l'incarico di occuparsi dei servizi funebri per tutti gli abitanti della Svezia stessa sin dall'Ottocento. Nell'anno 2000 la Chiesa di Svezia cessa di essere la religione ufficiale dello Stato svedese e si avvia ad avere una gestione finanziaria propria: fino ad allora, infatti, la "tassa funebre" per garantirsi il servizio funebre era inclusa nella kommunalskatt (ovvero l'addizionale comunale dei redditi). Dopo l'anno 2000, comunque, coloro che sono iscritti alla Chiesa di Svezia  pagano la "tassa funebre" nell'addizionale comunale.

### L'imposta
L'imposta è obbligatoria per tutte le persone residenti in Svezia che abbiano un reddito imponibile (a livello comunale), indipendentemente dalla religione in cui credono. Tranne che per i comuni di Stoccolma e Tranås (dove la tassa è gestita dai comuni stessi), la tassa al 2023 è di 25,8 öre (1 Corona svedese = 100 öre) per ogni 100 corone guadagnate imponibili (ovvero lo 0,258% del reddito imponibile a livello comunale).

### Servizi coperti
Tale imposta copre buona parte dei costi dei servizi funebri standard, tra cui la cappella o il locale dove avviene il funerale, la cremazione, il seppellimento o della bara o dell'urna, l'oculo per 25 anni e eventuali manutenzioni per tombe di particolare interesse. Non sono coperti i costi, invece, della bara, della vestizione del morto, degli annunci funebri, dei fiori e la musica, della lapide e di alcune pratiche burocratiche varie. Se si era iscritti alla Chiesa di Svezia (e, dunque, si pagava anche la kyrkoavgift, la tassa ecclesiastica) sono coperti anche i costi del prete che officia il funerale, della parrocchia dove avviene esso avviene, delle musiche e i cori, della processione per il seppellimento della bara.